# Jugulator
Jugulator ist das 13. Studioalbum der britischen Heavy-Metal-Band Judas Priest. Es erschien in Japan am 16. Oktober 1997, im Rest der Welt am 28. Oktober 1997. Es war das erste der beiden Judas-Priest-Studioalben mit Sänger Tim „Ripper“ Owens.

## Hintergrund
Mit dem Album verabschiedete sich die Band vom früheren Stil und wandte sich Einflüssen aus Thrash Metal, Neo-Thrash bis hin zum Death Metal zu. Die Gitarren waren zum Teil auf C# (drei Halbtöne tiefer) oder sogar Dropped-C-Stimmung heruntergestimmt. Auch die Texte fielen härter aus. So handelte "Cathedral Spires" von einem mechanisierten Monster. Für das Lied Burn in Hell wurde ein Musikvideo gedreht, allerdings wurden im endgültigen Schnitt mehr als zwei Minuten des Stücks weggeschnitten. Bullet Train war 1999 für den Grammy Award for Best Metal Performance nominiert, aber verlor gegen Better than You von Metallica.

## Titelliste
Alle Titel wurden von Glenn Tipton und K. K. Downing geschrieben.
1. Jugulator – 5:50
2. Blood Stained – 5:26
3. Dead Meat – 4:44
4. Death Row – 5:04
5. Decapitate – 4:39
6. Burn In Hell – 6:42
7. Brain Dead – 5:24
8. Abductors – 5:51
9. Bullet Train – 5:13
10. Cathedral Spires – 9:17

## Kritik
Die Erwartungen an das Album waren sehr hoch. Die Reaktionen fielen gemischt bis kritisch aus. Jeremy Ulrey bezeichnete das Album als lauwarmen Aufguss von Painkiller. Auch die Texte wurden als „kindisch“ kritisiert.